# ملادوست بودغوريتسا
نادي ملادوست بودغوريكا لكرة القدم (بالصربية:ФК Младост Подгорица) نادي كرة قدم مونتينيغري يلعب في دوري الدرجة الثانية. تم تأسيس النادي في سنة 1950.